# Csehszlovákiai Magyar Tudományos, Irodalmi és Művészeti Társaság
Csehszlovákiai Magyar Tudományos, Irodalmi és Művészeti Társaság (röviden CSMTIMT, másképp Masaryk Akadémia) tudományos és művelődési intézmény a két világháború közti Csehszlovákiában.
1931–1945 között működött pozsonyi székhellyel. Tomáš Garrigue Masaryk köztársasági elnök 1930-ban 1 millió koronás adománnyal támogatta egy magyar tudományos, művészeti társaság létrehozását. Alakuló közgyűlését 1931. november 8-án tartották. Három szakosztálya működött: a tudományos, az irodalmi és a művészeti.
Tagságának nagy része aktivista szellemiségű volt, így a társaság a kezdetektől fogva politikai viták kereszttüzébe került. A Szlovákiai Magyar Tudományos Akadémia szerepét kívánta betölteni, ez azonban elmaradt a várakozásoktól. A tudományos szakosztály tagságának nagy része nem rendelkezett megfelelő tudományos képesítéssel. Jelentősebbnek mondható az irodalmi és művészeti tevékenység: képzőművészeti kiállítások szervezése, írók és művészek anyagi támogatása, publikációk megjelentetése.
Folyóiratai voltak a Magyar Figyelő (1933–1935) és a képzőművészeti szakosztály kiadásában a Forum (1933–1938). Az első bécsi döntést követően tagságának kis része maradt Szlovenszkóban. Irányítását egy intézőbizottság vette át, amelynek meghatározó egyénisége Duka Zólyomi Norbert volt. A Szlovák Köztársaság kikiáltását követően szigorú ellenőrzés alá vonták és kormánybiztost neveztek ki az élére. Ebben az időszakban tényleges tevékenységet a társaság már nem fejthetett ki. A háborút követően Szlovák Nemzeti Tanács feloszlatta, vagyonát elkobozták.

## Vezetői
- Orbán Gábor (elnök 1931–1936)
- Balogh Elemér (elnök 1936–1938)
- Szerényi Ferdinánd (főtitkár 1931–1936)
- Duka Zólyomi Norbert (főtitkár 1936–1945).